# Монбрён-Лораге
Монбрён-Лораге́ (фр. Montbrun-Lauragais, окс. Montbrun de Lauragués) — коммуна во Франции, находится в регионе Юг — Пиренеи. Департамент — Верхняя Гаронна. Входит в состав кантона Монжискар. Округ коммуны — Тулуза.
Код INSEE коммуны — 31366.

## География
Коммуна расположена приблизительно в 610 км к югу от Парижа, в 18 км к югу от Тулузы.

## Климат
Климат умеренно-океанический. Зима мягкая и снежная, весна характеризуется сильными дождями и грозами, лето сухое и жаркое, осень солнечная. Преобладают сильные юго-восточные и северо-западные ветры.

## Население
Население коммуны на 2010 год составляло 548 человек.
| 1962 | 1968 | 1975 | 1982 | 1990 | 1999 | 2010 |
| ---- | ---- | ---- | ---- | ---- | ---- | ---- |
| 201  | 190  | 201  | 253  | 360  | 485  | 548  |

## Администрация
| Период | Период | Фамилия    | Партия | Примечания |
| ------ | ------ | ---------- | ------ | ---------- |
| ?      | 2001   | Рене Эбрар |        |            |
| 2001   | 2020   | Жерар Боле |        |            |

## Экономика
В 2010 года среди 381 человека трудоспособного возраста (15—64 лет) 293 были экономически активными, 88 — неактивными (показатель активности — 76,9 %, в 1999 году было 77,8 %). Из 293 активных жителей работали 278 человек (144 мужчины и 134 женщины), безработных было 15 (6 мужчин и 9 женщин). Среди 88 неактивных 44 человека были учениками или студентами, 23 — пенсионерами, 21 были неактивными по другим причинам.

## Достопримечательности
- Церковь Св. Архангела Михаила
- Ветряная мельница (1680 год). Исторический памятник с 1965 года[4]

## Фотогалерея

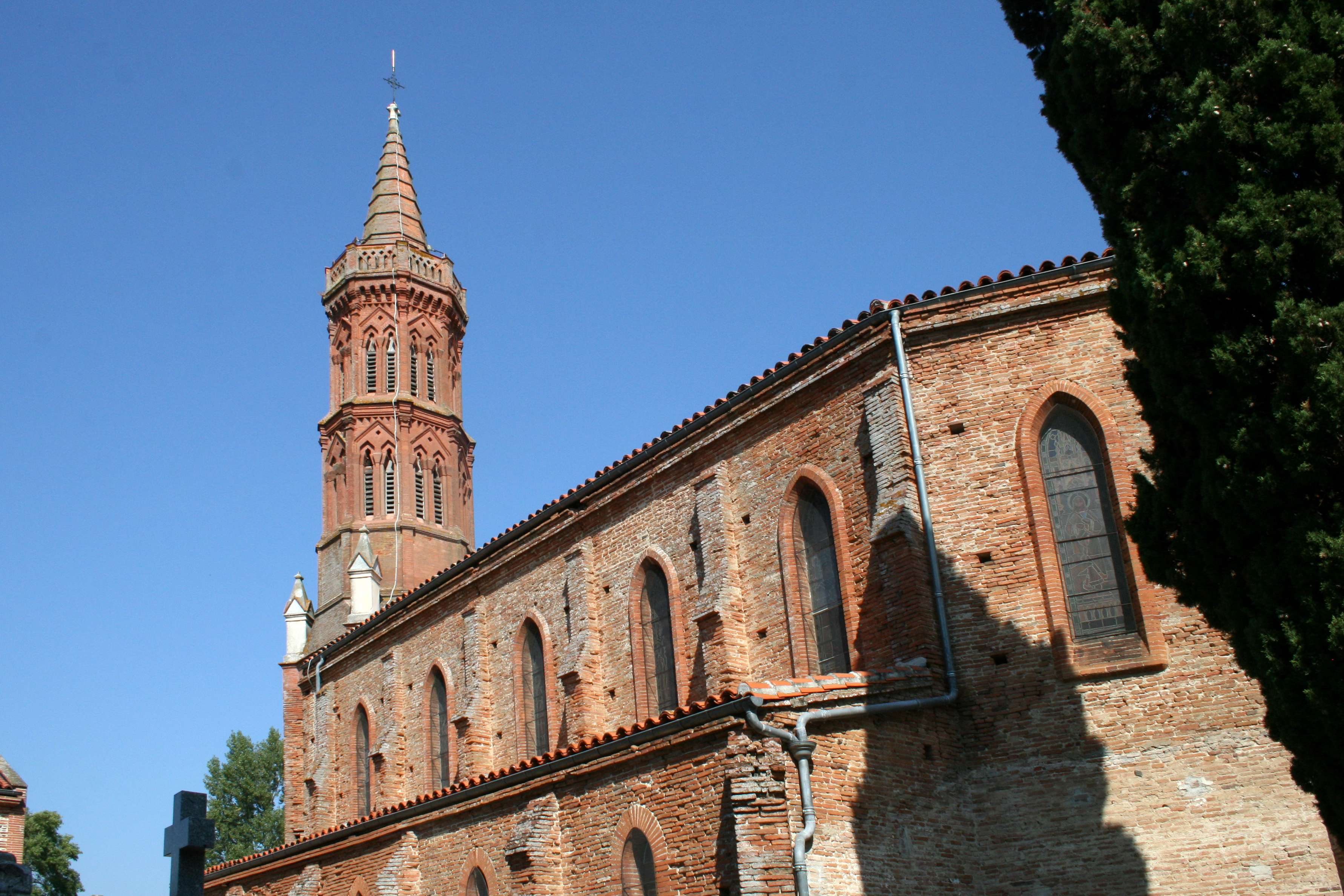
Церковь Св. Архангела Михаила
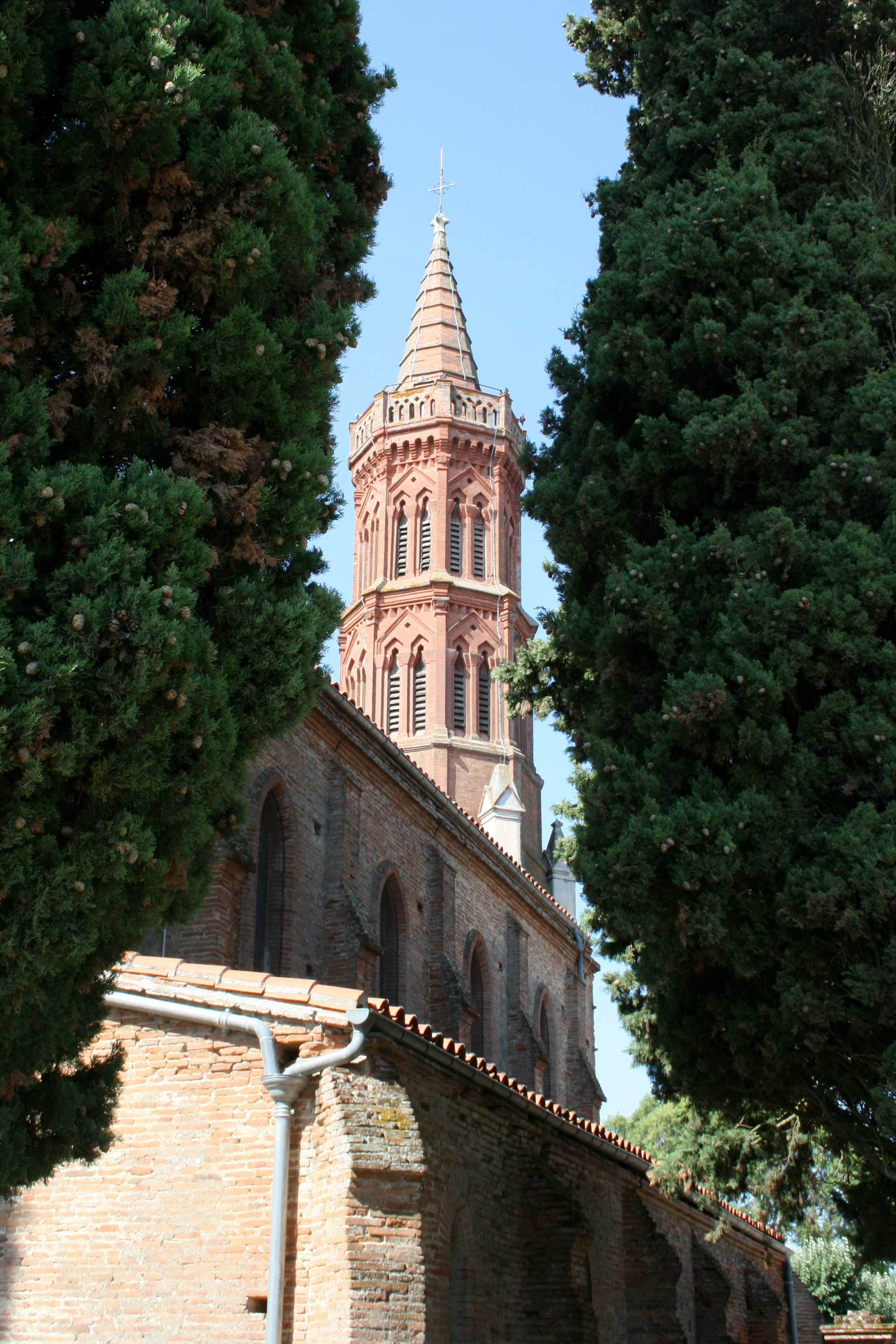
Церковь Св. Архангела Михаила
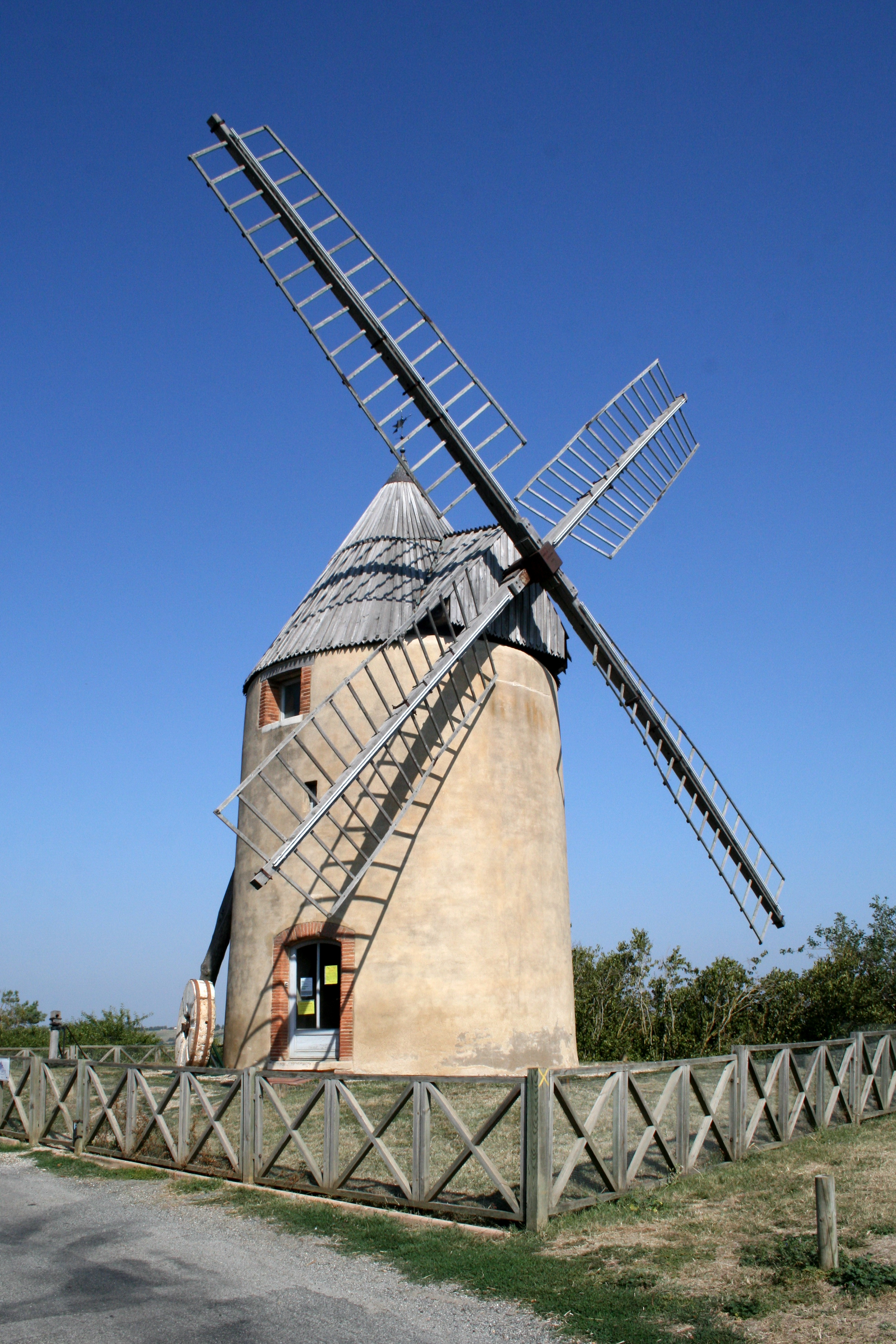
Ветряная мельница
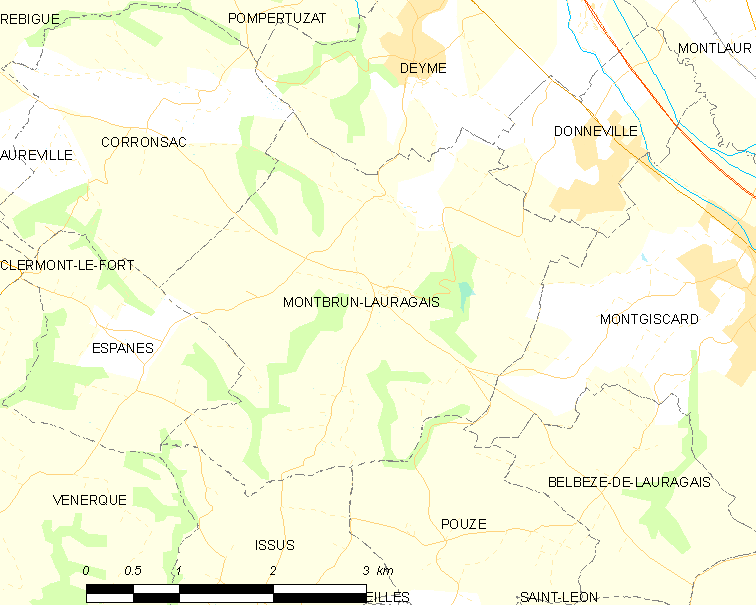
Карта коммуны